# 페로 아모르
《페로 아모르》(스페인어: Perro amor)는 2010년 방영된 미국의 텔레노벨라이다.